# 1625 в Україні

## Події
- Відбулося повстання Жмайла. Битва на Куруковому озері. Внаслідок поразки новим гетьманом Михайлом Дорошенком підписано Куруківський договір.
- Повстання полонених козаків під проводом полковника Олексія Шафрана у Балаклаві, й похід на захопленому судні на Дон.

## Особи

### Народились
- Мелетій Вуяхевич-Височинський (1625—1697) — козацький старшина, військовий писар гетьманату наказного гетьмана Якима Сомка, генеральний писар за гетьмана Петра Дорошенка, генеральний суддя при Івану Мазепі. Архімандрит Києво-Печерської лаври.
- Маруся Чурай (1625—1653) — напівлегендарна українська народна співачка та поетеса часів Хмельниччини, яка, за переказами, жила в Полтаві. Їй приписують авторство низки відомих у народі пісень: «Ой не ходи, Грицю», «Котилися вози з гори», «Засвіт встали козаченьки».

### Померли
- Томаш Піравський (1568—1625) — римо-католицький діяч, перший львівський єпископ-суфраган з титулом єпископа Нікопольського.
- Ходика-Кобизевич Федір Федорович (1550—1625) — київський війт у 1613—1618 та 1621—1625 роках.

## Засновані, зведені
- Переяславський полк Війська Запорозького
- Чигиринський полк
- Загаєцький монастир
- Ніжинська фортеця
- Батурин
- Великий Крупіль
- Великі Будища (Гадяцький район)
- Війтівка
- Гатище (Україна)
- Жадьки
- Жилинці (Шепетівський район)
- Жукотки
- Лемешівка (Яготинський район)
- Мохнатин
- Роїще
- Рокитне (Яготинський район)
- Салтикова Дівиця
- Самотоївка
- Сергіївка (Гадяцький район)
- Сніжки (Ставищенський район)
- Ціпки
- Червона Гірка (Макарівський район)
- Щеплоти